# Sant Jaume de Torrenteller
Sant Jaume Torrentaller és una capella romànica de Lladurs (Solsonès) protegida com a Bé Cultural d'Interès Local.

## Descripció
Es tracta de les restes d'una antiga capella romànica aïllada situada a la Serra Alta, a prop de la masia enrunada de Torrenteller, en un entorn boscós de la població de Torrents-Vilanova al municipi de Lladurs. Només es conserven restes de la part baixa de l'absis semicircular i de petits trams dels murs laterals contigus, fets de pedres picades allargades de diferents dimensions unides amb morter.